# Moloch
Pour les articles homonymes, voir Moloch (homonymie).

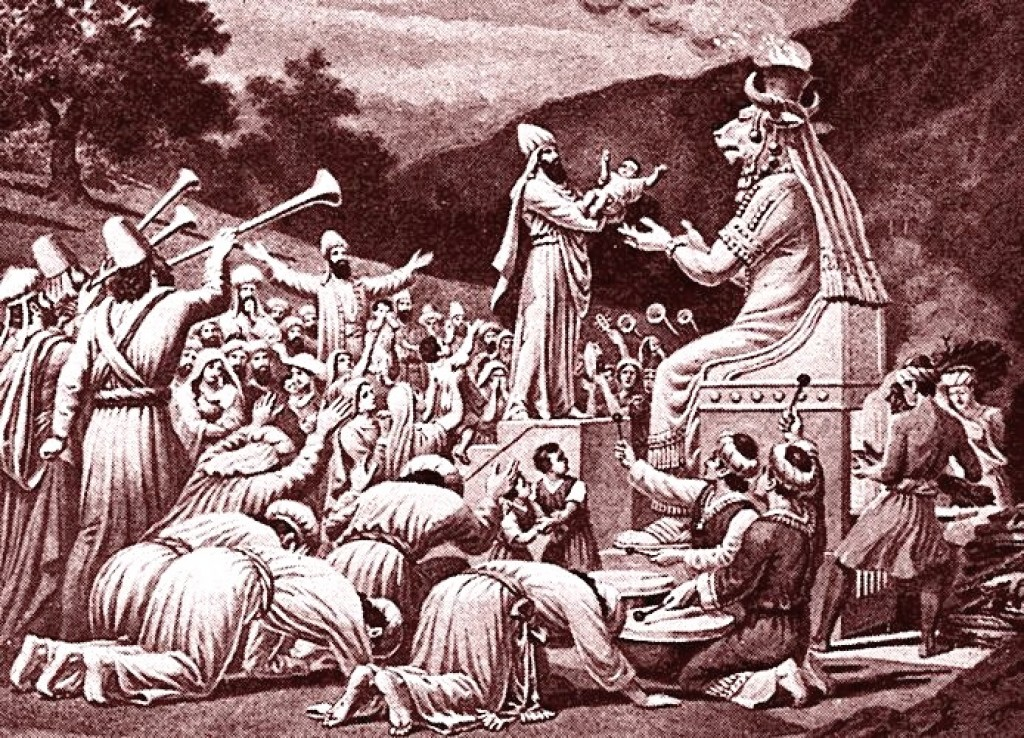
Le culte de Moloch selon des auteurs du XIX (Bible Pictures with brief descriptions, Charles Foster, 1897).

Moloch ou Molech est une divinité dont le culte était pratiqué dans la région de Canaan selon la bible. Il apparaît dans la Bible dans un contexte lié à des sacrifices d'enfants par le feu.

## Occurrences

### Dans la Bible
Le nom est écrit מֹלֶך (mōlek) dans le texte massorétique de la Bible hébraïque et Μολὸχ (molokh) dans la Septante grecque. 
Le nom « Molech » figure neuf fois dans le texte massorétique : cinq fois dans le Lévitique, deux fois dans le livre des Rois, une fois dans le livre de Jérémie et une fois dans le livre de Sophonie [So 1,5]. L'étymologie du nom se rattache à la racine ouest-sémitique mlk qui signifie « régner, être roi ». Les textes en araméen ne sont pas vocalisés, et le mot מלך, réduit aux consonnes mlk peut signifier « le roi », en hébreu melek. Seul le rétablissement des voyelles permet de faire la différence. On a proposé que le terme Molech serait une variante de « roi », appellation honorifique pouvant s’adresser à des divinités différentes. Sa vocalisation mōlek dans le texte massorétique peut correspondre au participe d'une forme verbale qal (qotel) ou résulter de l'utilisation des voyelles du mot bōšet (« honte »), une déformation délibérée de melek « roi » dans une visée polémique.

### En diverses langues
En dérivent[réf. nécessaire] Mel-ek (turc), Mel-ek Taus (yézidi, kurde), Mol-och (cananéen), Mal-ak (arabe), Mal-aggii (somali), Mala-ika (swahili), Mala-ikat (soudanais), Malã'ika (haoussa), Meli’āku-mi (amharique).

## Culte
Dans la Bible, le culte de Moloch est lié à des sacrifices d'enfants par le feu. Le livre du Lévitique condamne fermement cette pratique [Lv 18:21]. Pour la Bible, ce culte est une pratique cananéenne. Les parallèles avec d'autres cultes de la zone syro-palestinienne semblent indiquer que Moloch est à l'origine une divinité liée au monde souterrain, au monde des morts. Il est possible qu'un tel culte ait existé à proximité de Jérusalem à l'âge du fer, dans la vallée de Hinnom, dans un lieu appelé Tophet. Les rois Achaz et Manassé sont accusés d'avoir sacrifié leurs enfants à Molech. Le roi Josias est réputé pour avoir fait disparaitre ce culte. Des chercheurs proposent de voir dans ce culte un lien avec la loi du rachat des premiers-nés (Exode 13). Dans la Bible, la formule standard décrivant le culte de Molech parle cependant « des fils et des filles » qui sont « passés par le feu », ce qui rend peu probable le lien avec le rachat des premiers nés mâles. Il peut aussi s'agir d'un culte apotropaïque en temps de guerre. Cette hypothèse se base sur les témoignages des auteurs antiques, de Sophocle au Ve siècle av. J.-C. à Dracontius au Ve siècle qui parlent des sacrifices humains pratiqués par les Carthaginois.
Dans les régions du Proche-Orient ancien voisines d'Israël, des textes suggèrent l’existence de divinités chtoniennes basées sur la racine mlk, appelées Malik ou Milku. Leurs cultes semblent liés à des rites funéraires. Il peut s'agir d'un culte des ancêtres, peut-être du roi, compte tenu de la signification de la racine mlk. À Mari, des êtres appelés maliku reçoivent des offrandes funéraires. Des listes en akkadien font correspondre une divinité appelée malik à la divinité mésopotamienne des Enfers Nergal. À Ougarit, des êtres appelés mlkm sont liés au culte royal des défunts. Le nom Molech est aussi à rapprocher de la divinité phénicienne Melkart (« le roi de la cité ») et du dieu des Ammonites Milkom.
Certains chercheurs établissent un lien entre Moloch et le dieu des Israélites Yahweh. Pour Klaas A.D. Smelik, Moloch est une invention de la période perse pour masquer le fait que le culte de Yahweh pratiqué dans le royaume de Juda ait pu inclure des sacrifices d'enfants. Selon Thomas Römer, derrière « Moloch », « interprétation tendancieuse » effectuée lors de la vocalisation du texte hébraïque entre le IVe et le Ve siècle, se cache le vocable « Melek », c’est-à-dire « le roi », une désignation de Yahvé. Il est en effet possible que l'on ait sacrifié des enfants à Yahvé, ces sacrifices étant par la suite attribués à Moloch. Cette pratique disparaît à partir du VIe – Ve siècle av. J.-C. et ce tournant trouve son illustration dans le récit du sacrifice d'Isaac. Cependant, il existe des arguments qui militent contre l'identification de Moloch à Yahweh. John Day souligne que le culte de Moloch tel qu'il est décrit dans la Bible ne se déroule pas dans le Temple de Yahweh sur le mont Sion, mais en dehors de Jérusalem, dans la vallée du Hinnom. De plus, Moloch est une divinité liée au monde souterrain, ce qui n'est pas le cas de Yahweh.

## Parallèles avec le monde punique
Moloch est généralement compris comme le nom d'une divinité. Cependant l’existence d’un dieu spécifique nommé Moloch a été mise en doute par des découvertes archéologiques, qui jettent un autre sens sur la lecture de l'araméen[réf. nécessaire]. Il n'y a à ce jour aucune inscription faisant mention de ce dieu. Porphyre de Tyr signale que Théophraste avait comparé le sacrifice de la Lykaia arcadienne avec les sacrifices carthaginois au dieu Moloch. Une interprétation différente a été proposée par l’archéologue Otto Eissfeldt en 1935. Il voit dans le terme  moloch  non pas un nom divin mais un terme technique punique désignant un type de sacrifice d'enfant. En 1921, Eissfeldt a découvert sur le site archéologique de Carthage une nécropole contenant des restes d’animaux et de jeunes enfants, utilisée du VIIIe siècle av. J.-C. à 146 av. J.-C. Des stèles portent l'inscription mlk qu'il n'interprète ni comme roi, ni comme le nom d’un dieu mais qui lui ont suggéré l’idée que moloch pourrait être le nom du sacrifice par le feu et non celui d’un dieu. Dans cette éventualité, le mot molk serait un mot sémitique désignant un sacrifice humain, dont la victime est parfois remplacée par un animal. Là où la Bible lit « pour faire passer leurs fils et leurs filles par le feu à Moloch », il faudrait plutôt lire « pour faire passer leurs fils et leurs filles par le feu de molk », le feu « du sacrifice ». Des enceintes sacrificielles, appelées tophets selon la terminologie biblique, ont été découvertes en Sicile, en Sardaigne et en Afrique du Nord. Elles contenaient des restes d'enfants et de petits animaux. Les auteurs classiques indiquent que des sacrifices humains d'enfants étaient pratiqués en Phénicie et à Carthage en temps de guerre. Cependant, la question de la réalité des sacrifices d'enfants dans la civilisation carthaginoise reste débattue, et il n'existe pas de preuve archéologiques que des sacrifices d'enfants aient été pratiqués en Phénicie. Le témoignage des auteurs antiques peut témoigner d'une volonté polémique pour dénigrer la Phénicie, la patrie d'origine des Carthaginois.

## Postérité
Dans la littérature rabbinique du Moyen Âge, on peut lire que Moloch, dieu des Ammonites, recevait les sacrifices d’enfants dans un lieu nommé Tophet dans la vallée de Hinnom proche de Jérusalem. Le Tophet est décrit par Rachi comme une statue de bronze avec les bras tendus pour recevoir ses victimes dont des tambours couvraient les cris (commentaire de Rachi sur Jérémie 7.31). Le recueil Yalkouth Chimoni précise qu’elle était creuse et divisée en sept compartiments destinés chacun à une offrande différente : farine, tourterelles, brebis, béliers, veaux, bœufs, enfants ; les sept offrandes devaient brûler ensemble. Les noms de Tophet et Himmon sont parfois interprétés comme dérivant respectivement de tambour et vacarme en hébreu. Des commentateurs ultérieurs du Tanakh ont fait l’association avec les sacrifices d’enfants offerts à Carthage selon Diodore de Sicile et Plutarque, associant Moloch avec Ba'al Hammon et Tanit, dieux de la colonie phénicienne. Gustave Flaubert, avec son roman Salammbô, puis Jacques Martin, avec la série Alix ont également beaucoup contribué à l’association historiquement erronée de Moloch avec Carthage.
Son image dans la Bible explique que dans la démonologie chrétienne Moloch soit devenu le démon qui tire sa joie des pleurs des mères à qui il vole leurs enfants. Prince de l'Enfer, son pouvoir serait, d’après les démonologues du XVIe siècle, à son apogée en décembre.